# Motael
Motael (ehemals 20 Maio) ist ein osttimoresischer Suco, der einen Stadtteil der Landeshauptstadt Dili bildet. Seit 2004 gehört Motael zum Verwaltungsamt Vera Cruz, davor zu Dom Aleixo.

## Name

Albino Ribeiro, Liurai von Motael und seine Familie (1903)

Den Namen erhielt der Stadtteil vom timoresischen Reich, das im 18. Jahrhundert über die Region von Dili herrschte. Der Name leitet sich von „Mota Ain“ ab, was „Flussmündung“ bedeutet und wohl auf den Rio Comoro Bezug nimmt.

## Geographie
Der Suco gehört zum Zentrum der Hauptstadt. An der Stelle, wo sich die Bucht von Dili noch einmal etwas in das Land hineinschiebt, liegt Motael am westlichen Ende der kleinen Bucht. Südlich liegen die Sucos Colmera und Vila Verde und westlich die Sucos Bairro Pite und Kampung Alor, die zum Verwaltungsamt Dom Aleixo gehören. Der Westgrenze folgt in der Regenzeit der Fluss Maloa. Vor der Gebietsreform 2015 hatte Motael eine Fläche von 0,55 km². Nun sind es 0,77 km². Von Colmera und Vila Verde erhielt Motael das Gebiet zwischen der Avenida Nicolau Lobato im Norden, dem Fluss Maloa im Westen, der Rua da Catedral im Osten und der Avenida Dom Ricardo da Silva.
Administrativ ist Motael in vier Aldeias aufgeteilt. Lirio im Nordosten, Halibur im Nordwesten und südliche der Avenida Nicolau Lobato Bee Dalan, Boa Morena und Hura.
Traditionell teilt sich Motael in fünf Stadtviertel: Aitarak im Nordwesten, Palapaso im Nordosten, Bebora im Südwesten und Farol im Südosten. Südlich kamen 2015 noch Bairo Alto und der Norden von Vila Verde dazu, der eigentlich der Namensgeber des Nachbarsucos ist.

## Einwohner

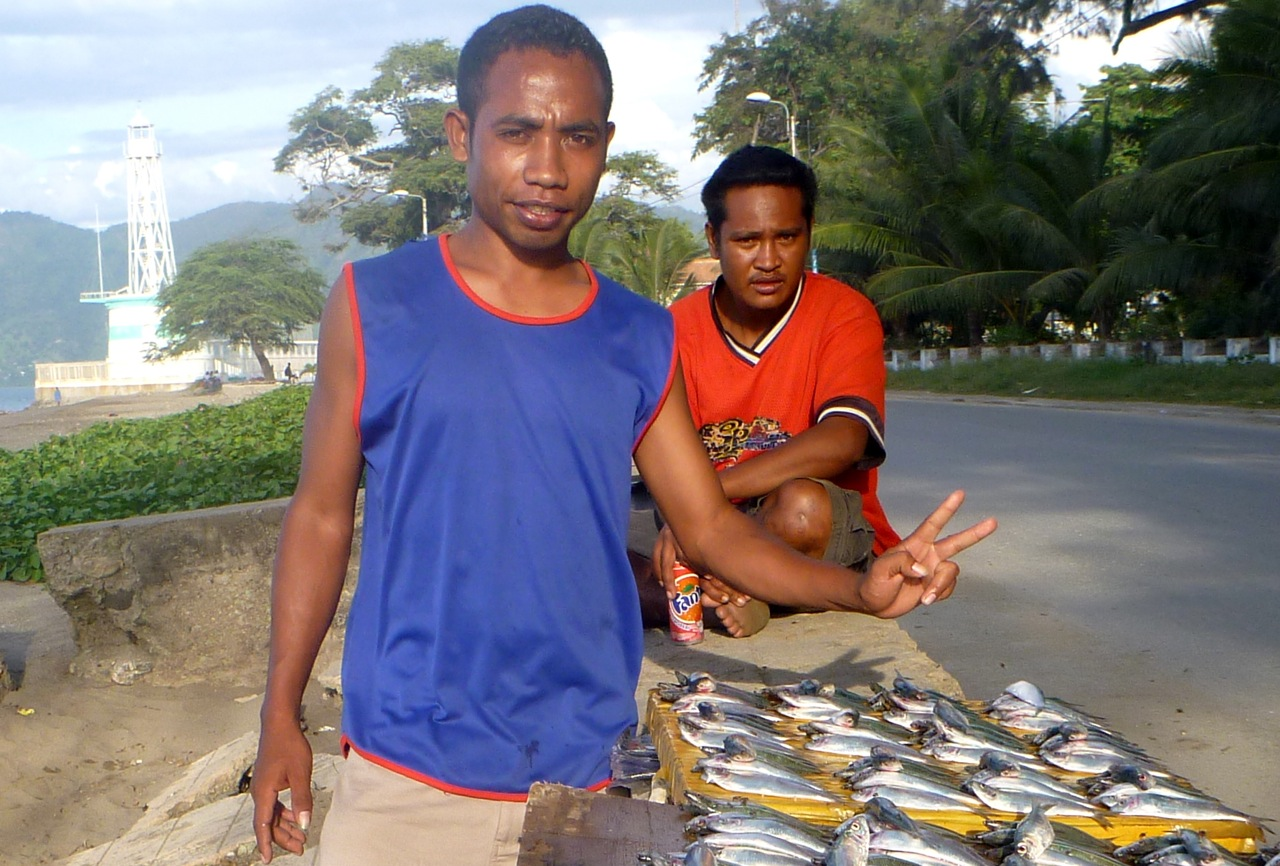
Fischhändler beim Leuchtturm

In Motael leben 4.720 Einwohner (2022), davon sind 2.370 Männer und 2.350 Frauen. 3.781 von ihnen wohnen in einer urbanen Umgebung, 939 im ländlichen Teil des Sucos. Im Suco gibt es 840 Haushalte. Fast 92 % der Einwohner geben Tetum Prasa als ihre Muttersprache an. Minderheiten sprechen Resuk, Rahesuk, Makasae, Makalero, Idaté, Fataluku oder Tetum Terik. Der Ortsname „Motaél“ stammt aus dem Mambai und bedeutet „Flussmündung“. Er ist ein Beleg dafür, dass in der Region von Dili ursprünglich Mambai statt Tetum gesprochen wurde.

## Geschichte

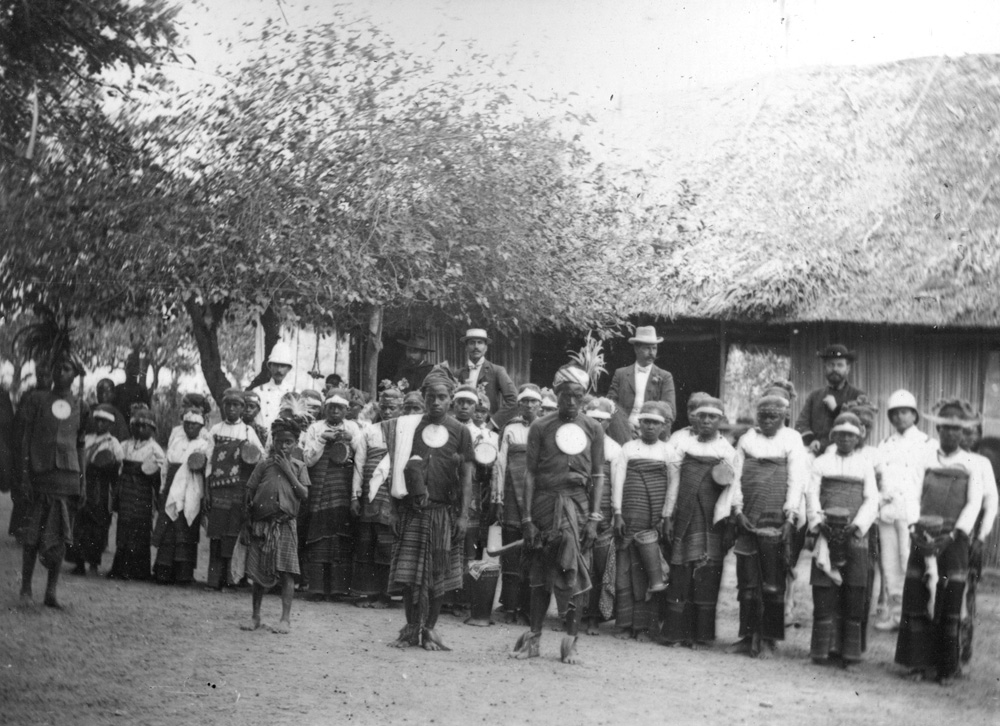
Der Hof des Herrschers von Motael (1903)

Der Liurai überwacht Bauarbeiten der Kirche von Motael (1903)

Karte von 1908, auf der nachträglich Motael eingezeichnet wurde

Das Reich von Motael herrschte über die Region, als die Portugiesen die Hauptstadt ihrer Kolonie 1769 hierher verlegten. Schon vorher hatten hier Jesuiten erfolgreich Kinder zum Christentum bekehrt und dem Liurai von Motael christianisierte Soldaten aus Larantuka überlassen, zum Schutz vor muslimischen Überfällen. Als treuer Verbündeter stellte Dom Alexandre, der Liurai von Motael, den Portugiesen das nötige Land und Bauholz für die Gründung Dilis zur Verfügung. Zudem sicherte er ihnen auch Männer und Pferde zur Verteidigung zu. Mit der Zeit wurde Motael zu einer starken Macht innerhalb der Kolonie Portugiesisch-Timor.
1810 bis 1812 war der Liurai von Motael sogar einer der führenden Mitglieder des Conselho Governativo, die anstelle des fehlenden Gouverneurs die Kolonie regierten.
António da Costa Pereira regierte Motael bereits vor 1832 als Liurai. Von den Portugiesen hatte er den Rang eines Generalleutnants verliehen bekommen. Als er 1856 verstarb, kam zu einem Streit über die Mitgift, die seine Frau, Dona Ludovina da Costa, eine Moradora aus Dili, mitgebracht hatte. 1857 wurde Maria da Costa Mendes neue Herrscherin von Motael. Ludovinas Familie wurde mit Bargeld und Schmuck ausgezahlt, der Großteil der Mitgift blieb aber im Besitz der Herrscherfamilie.
1867 half Motael den Portugiesen die Rebellion von Vemasse niederzuschlagen.
Als der neue Gouverneur Alfredo de Lacerda Maia 1885 auf Timor eintraf, herrschte in Motael Aufruhr wegen überhöhter Steuerforderungen des kolonialen Schatzamtes. Die Führer von Motael sollten ihren Tribut von 100 Rupien, beziehungsweise 70 picos Mais bezahlen, doch der korrupte Verwalter der Staatskasse behauptete, die Steuer wäre um zusätzliche 300 Rupien erhöht worden. Die Timoresen waren daraufhin in die Berge geflohen. Maia setzte deswegen Lucas Barreto Martins als neuen Liurai ein. Martins hatte zuvor in der Kolonialverwaltung gearbeitet.
1887 kam es in Dili zur Revolte der Moradores bei der Maia ermordet wurde. Eigentliches Ziel des Attentats war Unterleutnant Francisco Ferreira, der mit seinem Gebaren als Sekretär des Gouverneurs den Hass der Moradores auf sich gezogen hatte. So hatte Ferreira unter anderem Martins persönlich angegriffen und bedroht, was von den Timoresen als schwere Beleidigung des Herrschers empfunden wurde. Maia geriet nur aufgrund unglücklicher Umstände in den Hinterhalt, der für Ferreira bestimmt gewesen war.
Nach der Revolte wurde Martins verhaftet. Ihm wurde vorgeworfen, einer der Verantwortlichen der Rebellion gewesen zu sein. Die Beteiligung des Liurais an dem Komplott beruhte nur auf Vermutungen, konnte aber nicht bewiesen werden. Es war durchaus üblich, dass die Liurais ihren Kriegern erlaubten, Beleidigungen gegen sie zu rächen, und zwar angeblich aus eigenem Antrieb, während die Herrscher sich scheinbar abseits hielten. Pater João Gomes Ferreira, der Pfarrer von Dili, versuchte Martins zu entlasten, indem er behauptete, dass der Herrscher von der Ermordung Maias noch nicht erfahren hatte, als der Pater mit der Nachricht zu ihm kam. Der wenig brillante Verteidigung des Paters verdankte Martins schließlich, dass er in Goa vor Gericht landete. Immerhin wurde Martins von jeglicher Verantwortung freigesprochen und blieb weiterhin Liurai von Motael und damit einer der mächtigsten Timoresen der portugiesischen Kolonie. Die Historikerin Katharine Davidson kommentierte diesen Umstand damit, dass dies ein Beweis sei, „dass ein lebender, mächtiger Liurai für die portugiesische Verwaltung in Dili wichtiger blieb als ein toter, schlecht beratener Gouverneur.“
Das Haus des Herrschers stand im heutigen Stadtviertel von Motael, nahe dem heutigen Hafen. Südöstlich befand sich der Regierungssitz des Gouverneurs, wo heute der Jardim 5 de Maio liegt. Farol (portugiesisch für Leuchtturm) war am Ende der Kolonialzeit das Wohnviertel der europäischstämmigen Bevölkerung Dilis.

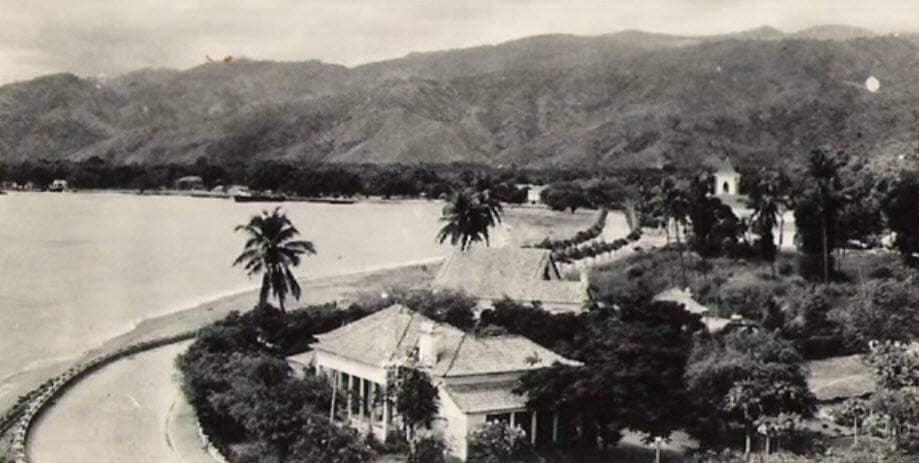
Blick auf Motael in den späten 1950er-Jahren

Im Bürgerkrieg in Osttimor 1975 besetzten beide Parteien den Hafen. Die portugiesische Verwaltung verließ von hier aus die Kolonialhauptstadt in Richtung der vorgelagerten Insel Atauro. Am 7. Dezember desselben Jahres landeten indonesische Truppen in Dili. Nach der Eroberung der Stadt führten die Indonesier Chinesen, Mitglieder der FRETILIN und andere Gefangene zum Hafengelände, erschossen sie und warfen die Leichen ins Meer. Zu den Opfern gehörten die Frauenrechtlerin Rosa Bonaparte, ihr Bruder Bernardino Bonaparte Soares, Isabel Lobato (die Ehefrau des Premierministers Nicolau dos Reis Lobato) und Roger East, der letzte ausländische Reporter in Dili. Zeugen sprechen von Dutzenden Leichen. Die Gesamtzahl der in der Werft Hingerichteten wird auf 150 Personen geschätzt.
Am 27. Oktober 1991 wurde der Osttimorese Sebastião Gomes von indonesischen Sicherheitskräften angeschossen und verblutete in der Kirche Santo António de Motael. Bei seinem Begräbnis kam es zu einer Demonstration für die Unabhängigkeit Osttimors. Folge war ein Massaker an den Demonstranten durch indonesische Sicherheitskräften, das sogenannte Santa-Cruz-Massaker.
2006 wurde bei der Kirche von Motael und an ein paar weiteren Stellen im Suco Lager aufgebaut, um Flüchtlingen nach den Unruhen in Osttimor 2006 eine Unterkunft zu bieten.
Herrscher von Motael

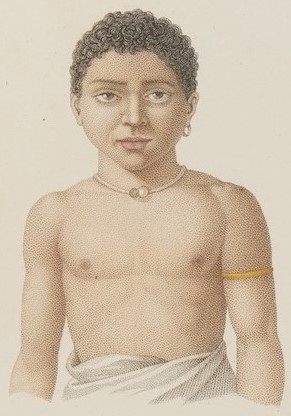
Luís Claco, Sohn des Liurais, wahrscheinlich von Gregorio Rodrigues Pereira II. (Bild von J. Alphonse Pellion, 1820)

- Dom Gregorio Rodrigues Pereira I. (1726–1732, Oberst)
- Dom Alexandre Rodrigues Pereira (1763–1769, Oberstleutnant)
- Dom Jose Rodrigues Pereira (1766, Capitão-mor der Provinzen von Belu)
- Dom Cosme Rodrigues Pereira (1789)
- Dom Gregorio Rodrigues Pereira II. (vor 1810 bis 1820, Brigadegeneral)
- Dom António da Costa Pereira (vor 1832 bis 1856, Generalleutnant)[15]
- Dona Maria da Costa Mendes (1857–1864)
- Piatru (1869)
- Dona Engracia Rodrigues Pereira (1871–1874)
- Dom Manuel Delgado Ximenes (1879–1881)
- Dom Tomás Suriano Pereira (1879–1889, Oberst)
- Dom João da Costa Pereira (1882–1891)
- Dom Lucas Barreto Martins (1885–1895)
- Dom Albino Morais
- Dom Manuel de Ataíde (etwa 1900)
- Dom António Ataíde (bis 1912) (Sohn)

Die Liste von Carlos Filipe Ximenes Belo zeigt einige Unklarheiten und Widersprüche, auch zu anderen Quellen. So gibt die Historikerin Katharine Davidson den Namen der Königin, die 1864 starb mit Engracia Rodrigues Pereira an. Nach ihrem Tod kam es in Motael zum Streit um die Nachfolge. Verwandte der Königin hatten die Aufstände 1861 in Ulmera und Laclo unterstützt, weswegen die Portugiesen diese als Herrscher von Motael nicht anerkennen wollten. Der Historiker Douglas Kammen berichtet, dass eine Königin von Motael durch von Portugal organisierte Wahlen abgesetzt wurde. Es ist dabei unklar, ob diese Wahlen 1854 stattfanden. Als Quelle nennt Kammen ein Buch des ehemaligen Gouverneurs Afonso de Castro (1859–1863) von 1867. Kammen beschreibt aber im selben Artikel den Amtsantritt von Maria da Costa Mendes als erste namentlich bekannte Königin 1857.

## Politik

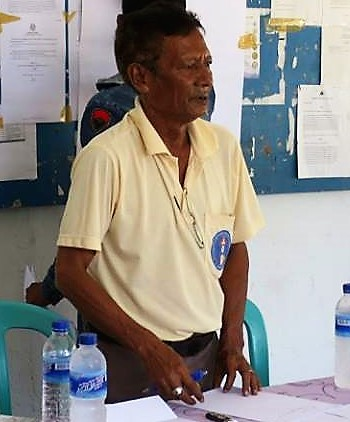
Cornelio de Aráujo Lopes (2017)

Bei den Wahlen von 2004/2005 wurde Cornelio de Aráujo Lopes zum Chefe de Suco gewählt und 2009 und 2016 in seinem Amt bestätigt.

## Bauwerke und Einrichtungen

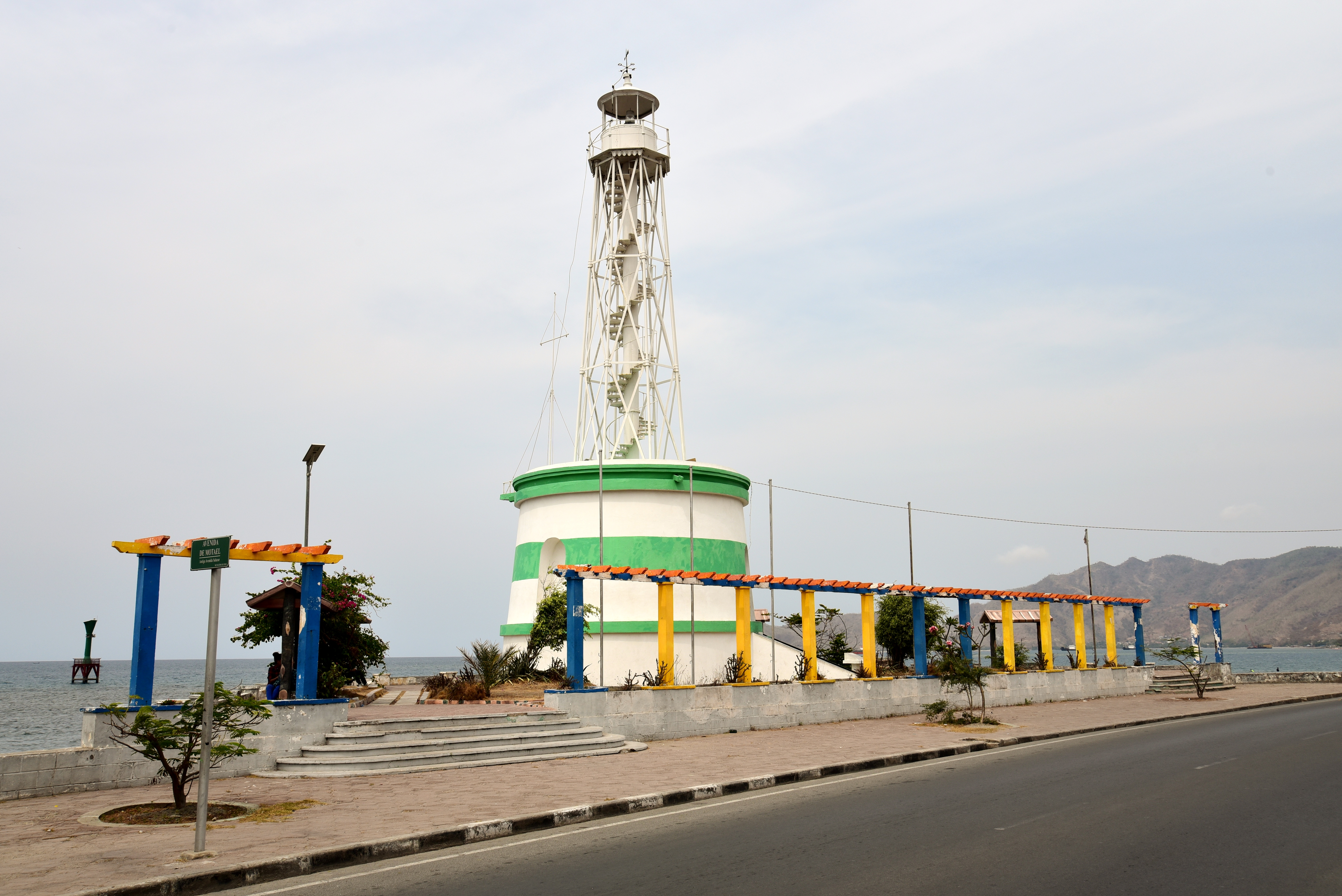
Der Leuchtturm von Motael an der Av. de Motael

Im Suco Motael stehen mehrere sehenswerte Bauwerke. Die Kirche Santo António de Motael (auch Kirche von Motael) im portugiesischen Stil ist die älteste, bestehende Kirche in Osttimor, auch wenn das Gebäude 1955 nach der Schlacht um Timor im Zweiten Weltkrieg wieder aufgebaut werden musste. Ein großes Kirchengebäude, die Igreja Hosana der Protestantischen Kirche in Osttimor (Igreja Protestante iha Timor Lorosa'e), wurde im Oktober 2014 an der Avenida D. Ricardo da Silva von Xanana Gusmão eingeweiht. An der Südostspitze des Sucos liegt der Jardim 5 de Maio (Garten 5. Mai) mit dem Integrationsdenkmal. Zwischen Park und Kirche steht das 1953 erbaute Gebäude Messe para Funcionários Solteiros, ein ehemaliges Wohnheim für ledige Kolonialbeamte, mit einem mit roten Ziegeln gedeckten Walmdach.
Im Zentrum von Motael liegt die Grundschule (Escola Primaria Farol), am Nordostufer eine Station der Nationalpolizei Osttimors und am Nordufer der Leuchtturm von Motael; Nicht in Farol, wie man es vom Namen her erwarten könnte, sondern in Palapso. Gegenüber befindet sich in einer 2003 mit koreanischer Hilfe renovierten Kolonialvilla das Ministerium für Tourismus und östlich die thailändische Botschaft.
Die Küste an der Bucht von Dili nimmt der alte Hafen von Dili ein, der bis zur Eröffnung des neuen Hafens in der Bucht von Tibar der wichtigste des Landes war. Der Hafen in Motael soll in einer öffentlich-privaten Partnerschaft für 50 Millionen US-Dollar umgebaut werden und als Anliegestelle für Kreuzfahrtschiffe und Jachten, Walbeobachtungs- und Tauchboote dienen. Außerdem soll es ein Terminal für den Fährdienst nach Atauro und Oe-Cusse Ambeno geben. Entlang des Ufers sollen Fußwege verlaufen. Weiter sind Gebäude mit einem Touristeninformationszentrum, Hotels, Boutiquen, Restaurants, Cafés Geschäftsräumen und Kunsthandwerksläden  geplant. Die öffentliche Ausschreibung soll 2023 beginnen.
Gegenüber der Kirche Santo António befindet sich der Jardim Motael (Jardim 12 de Novembro) mit dem Denkmal für das Santa-Cruz-Massaker (auch Estátua da Juventude). Im Norden liegt, südlich des Tourismusministeriums, an der Rua dos Direitos Humanos der Jardim Borja da Costa und zwischen der Avenida de Portugal und der südlich gelegenen Travessa Sérgio Vieira de Mello in der Nähe des Leuchtturms von Motael der Jardim Farol, der für traditionelle, religiöse Zeremonien genutzt wird. In Bebora befindet sich zwischen der Avenida Nicolau Lobato und der Rua Dom Boaventura der Jardim Infantil. Auf der Südseite der Rua Dom Boaventura liegen der Sitz der Timor Post, der Fernsehsender GMN TV und das Wirtschaftsministerium im Mandarim-Gebäude.
An der nun zu Motael gehörenden Westseite der Rua da Catedral liegt das Distriktsgericht von Dili. In Farol befinden sich die Sitze von USAID und der Comissão Anti-Corrupção (CAC), sowie der Sitz des Sucos Motael an der Rua de Lautém.

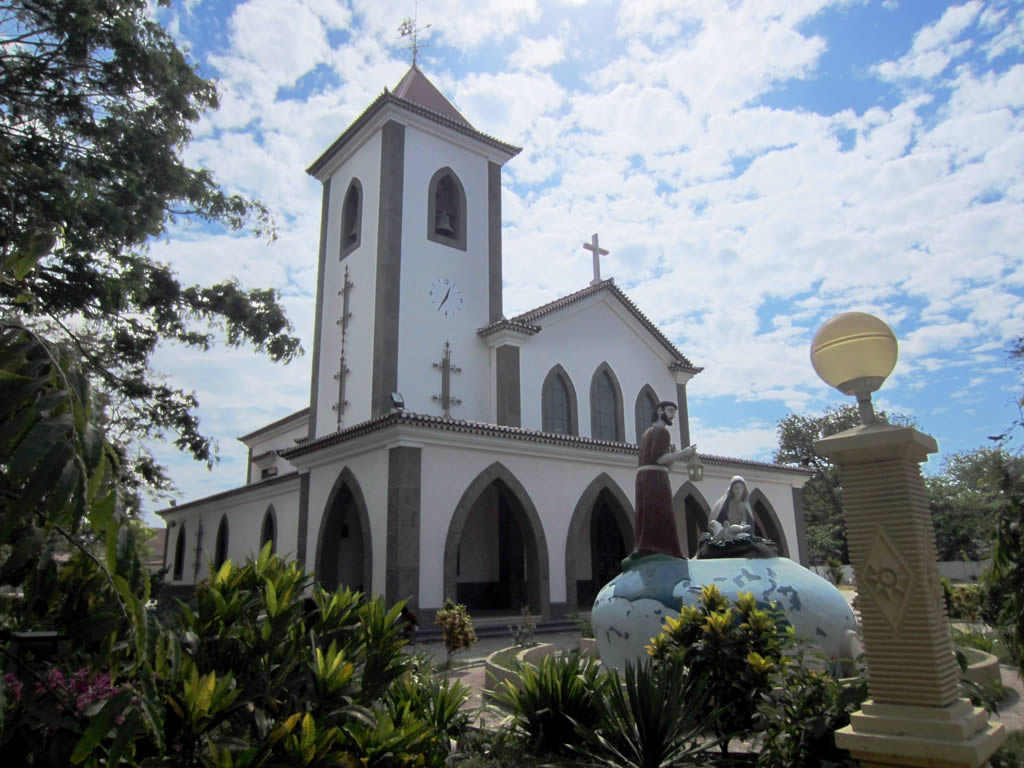
Santo-António-Kirche in Motael
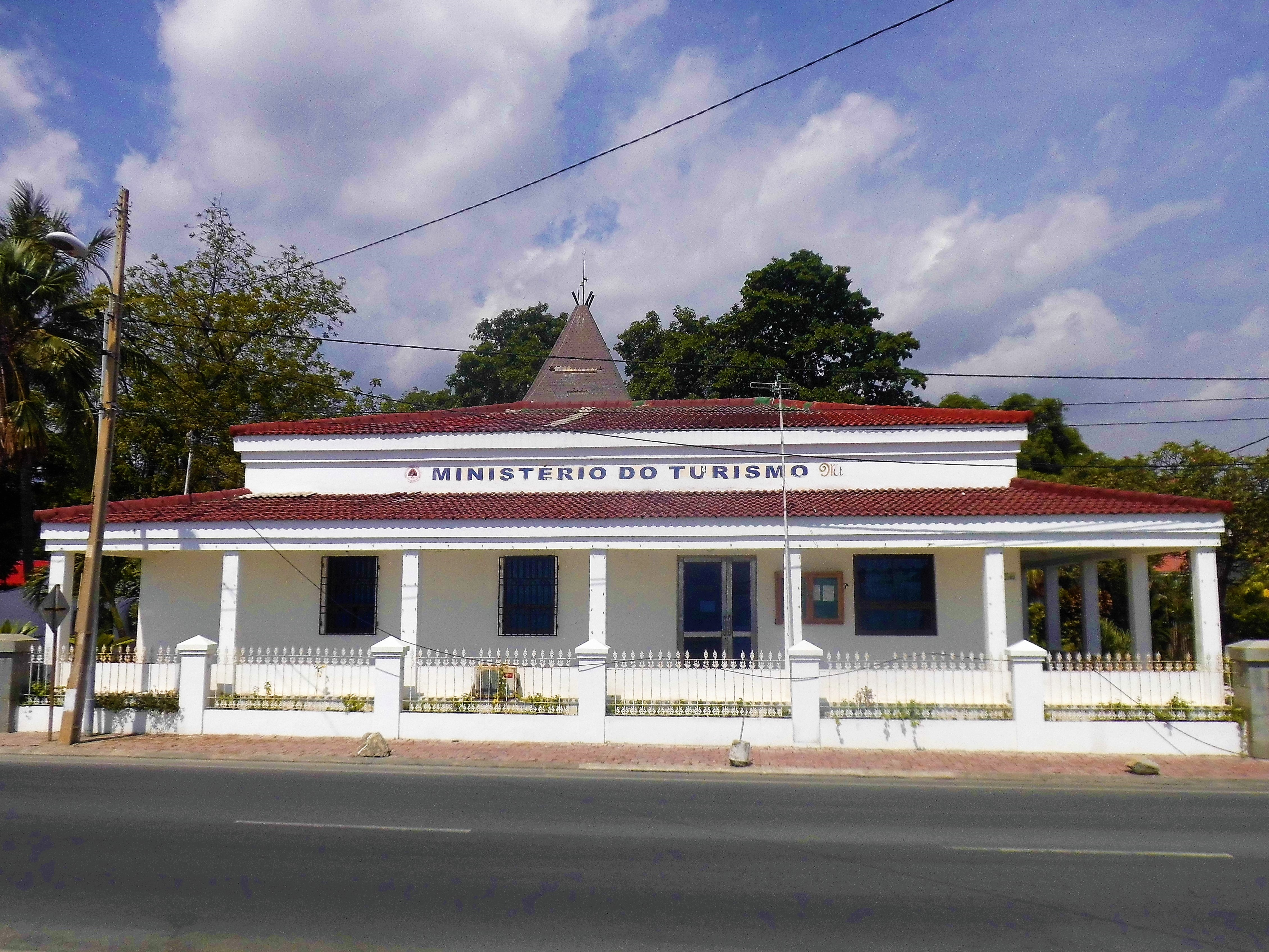
Ministerium für Tourismus
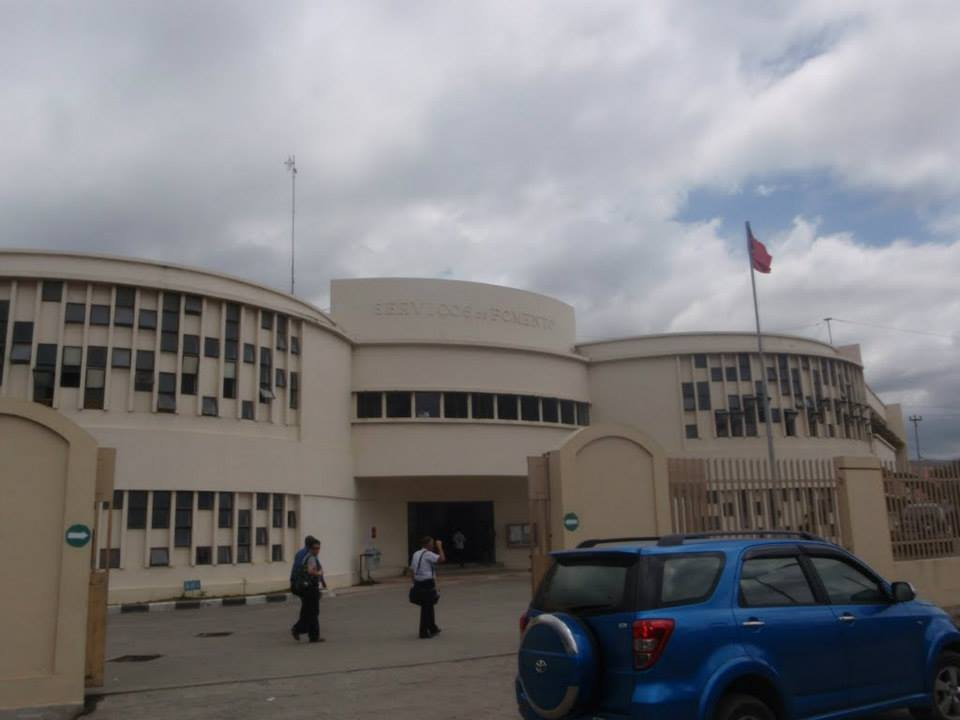
Ministerium für Wirtschaft und Entwicklung
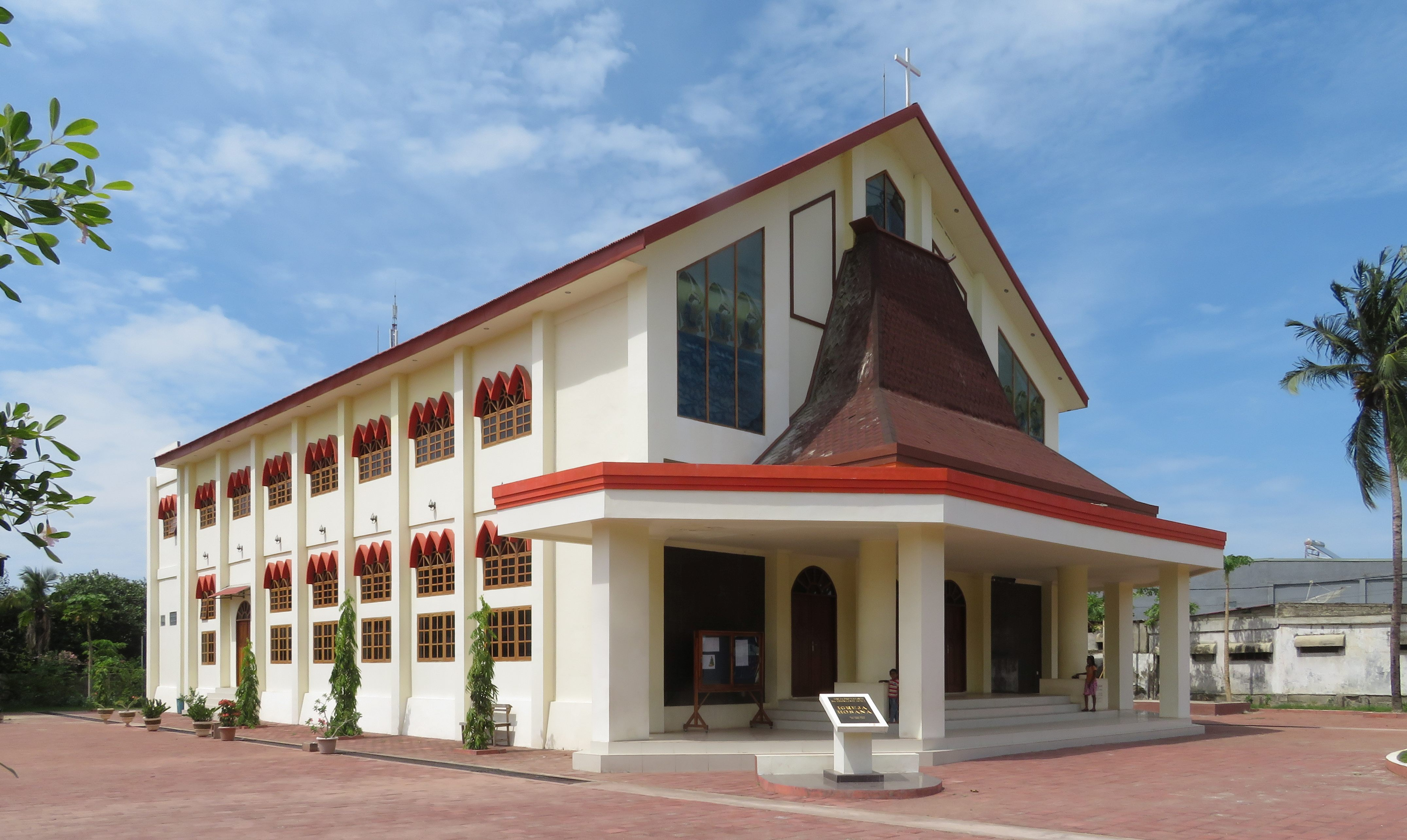
Igreja Hosana
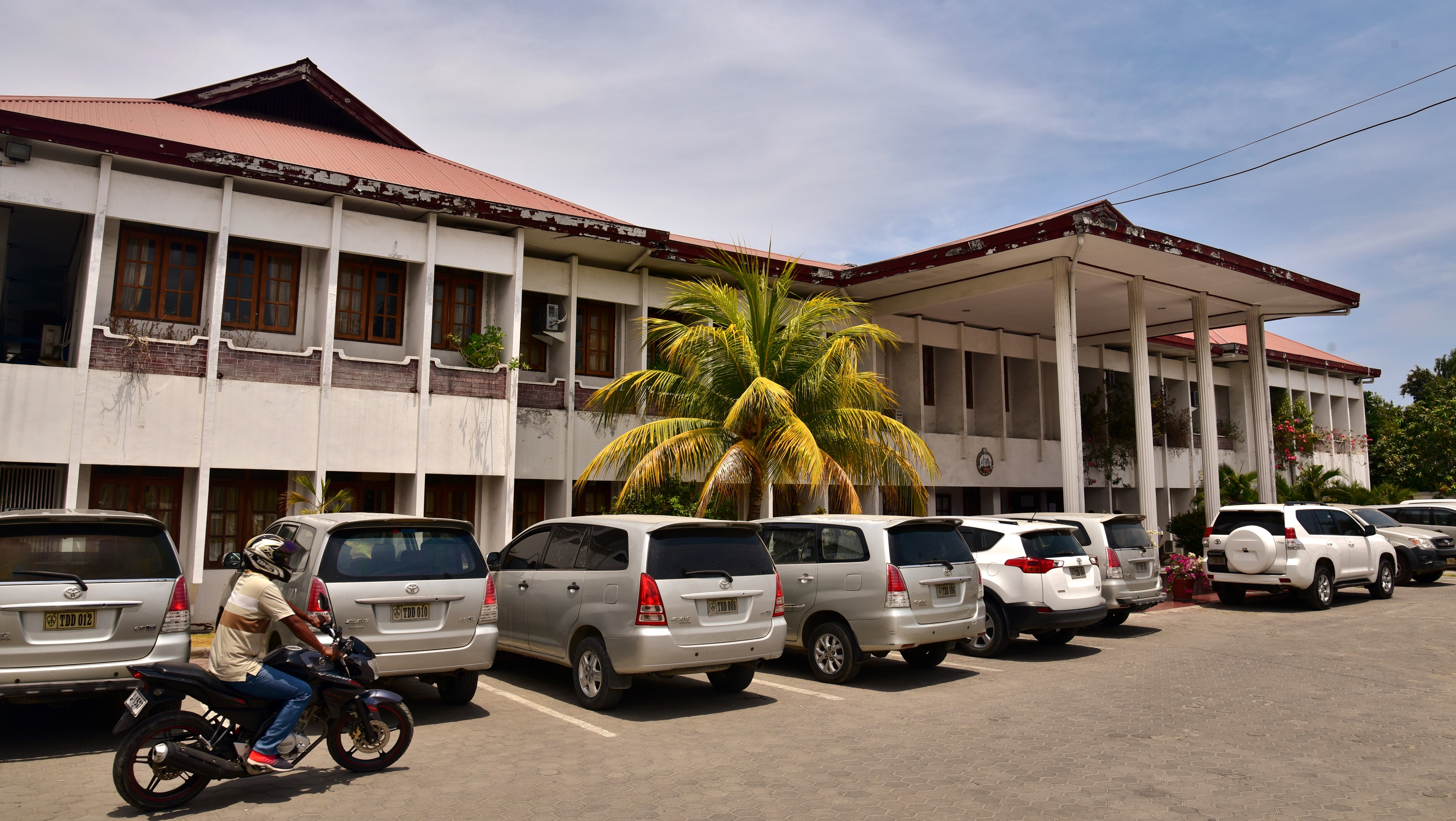
Distriktsgericht von Dili
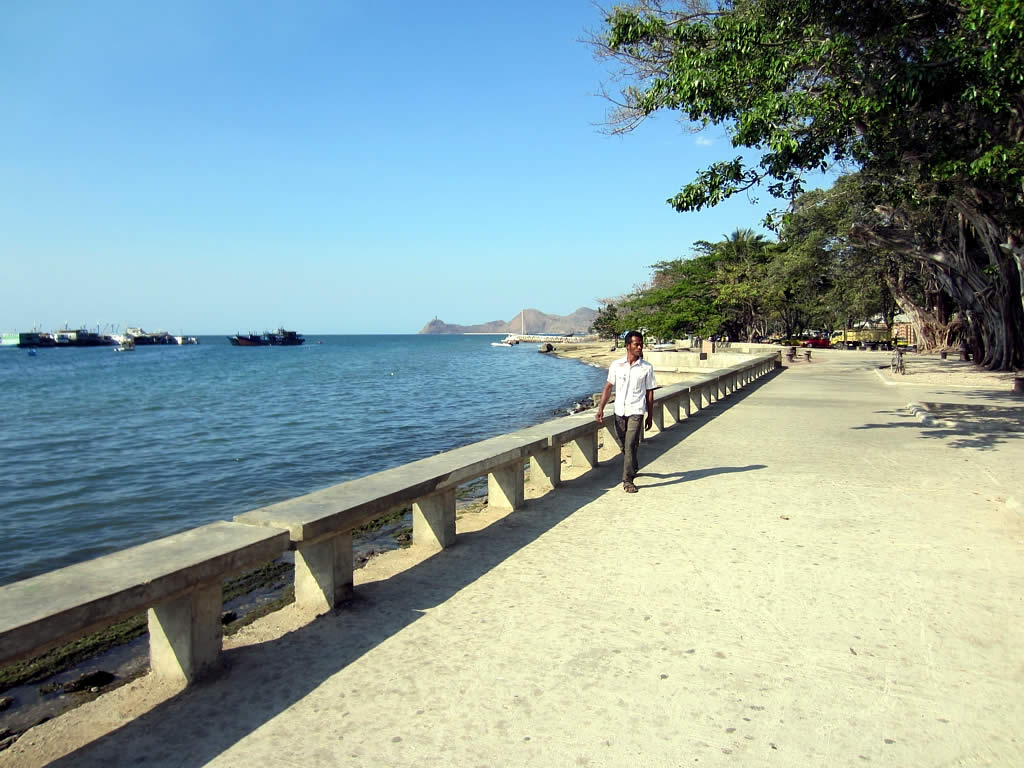
Promenade vor dem Regierungspalast
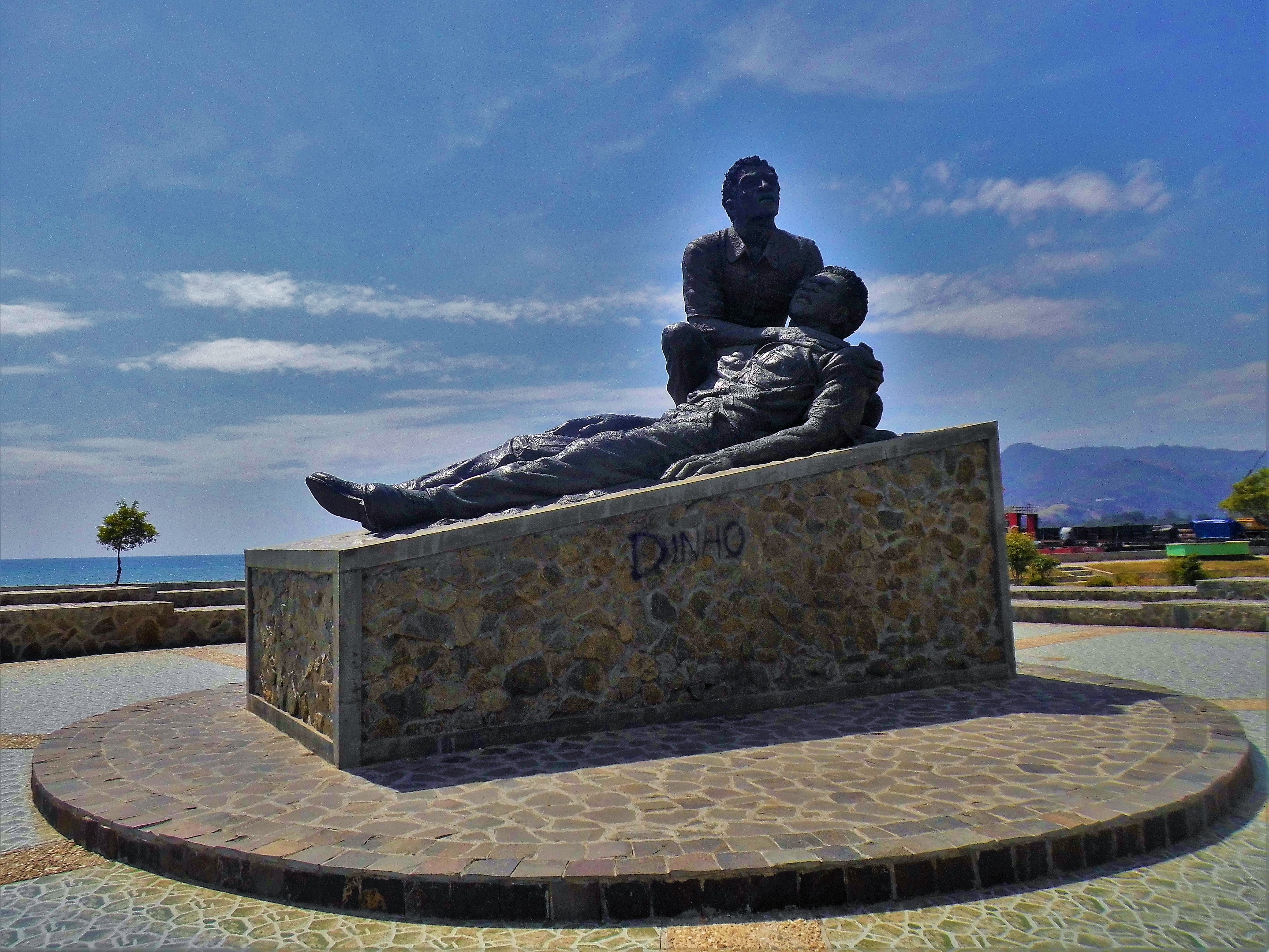
Denkmal für das Santa-Cruz-Massaker
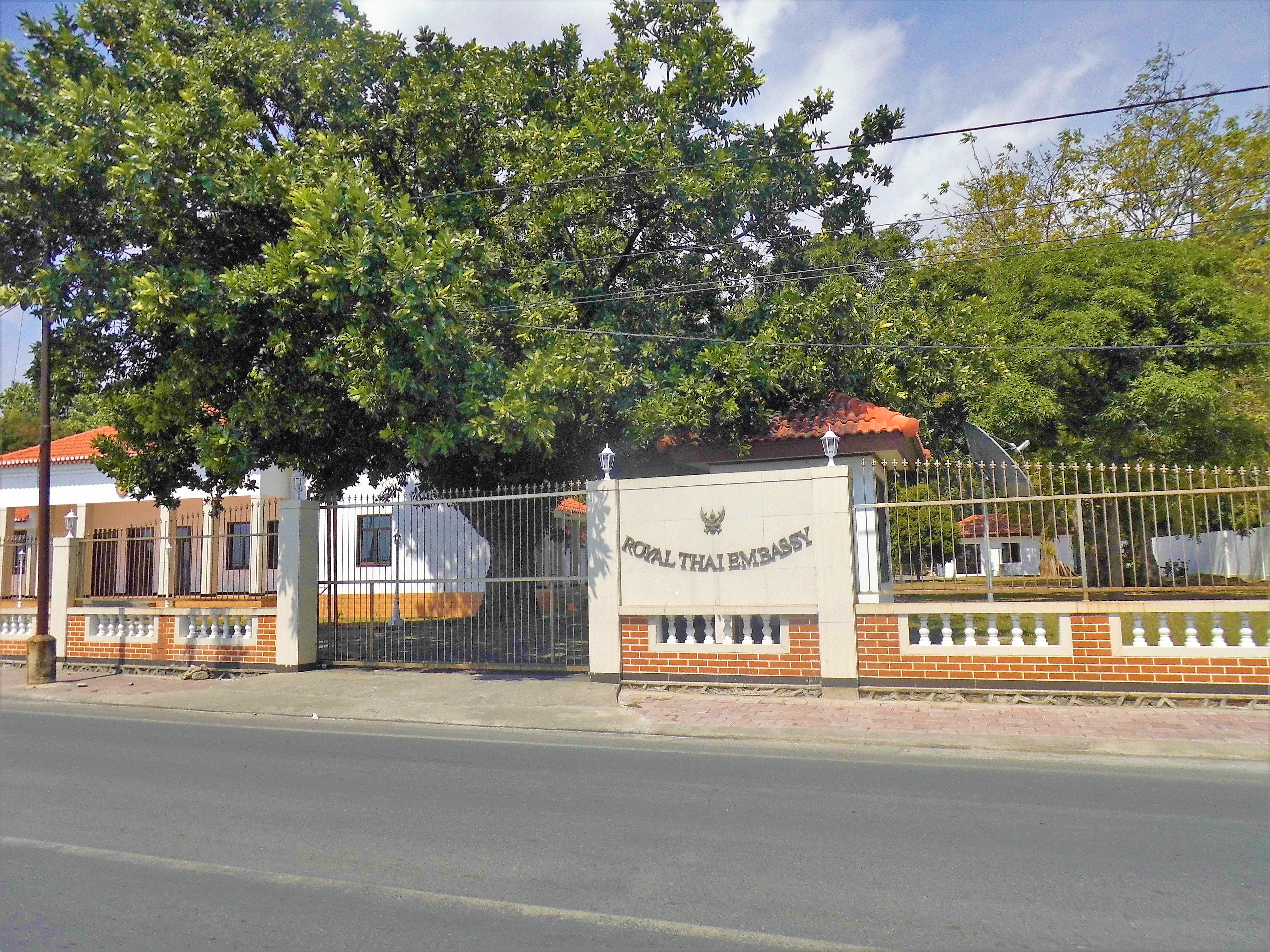
Botschaft von Thailand
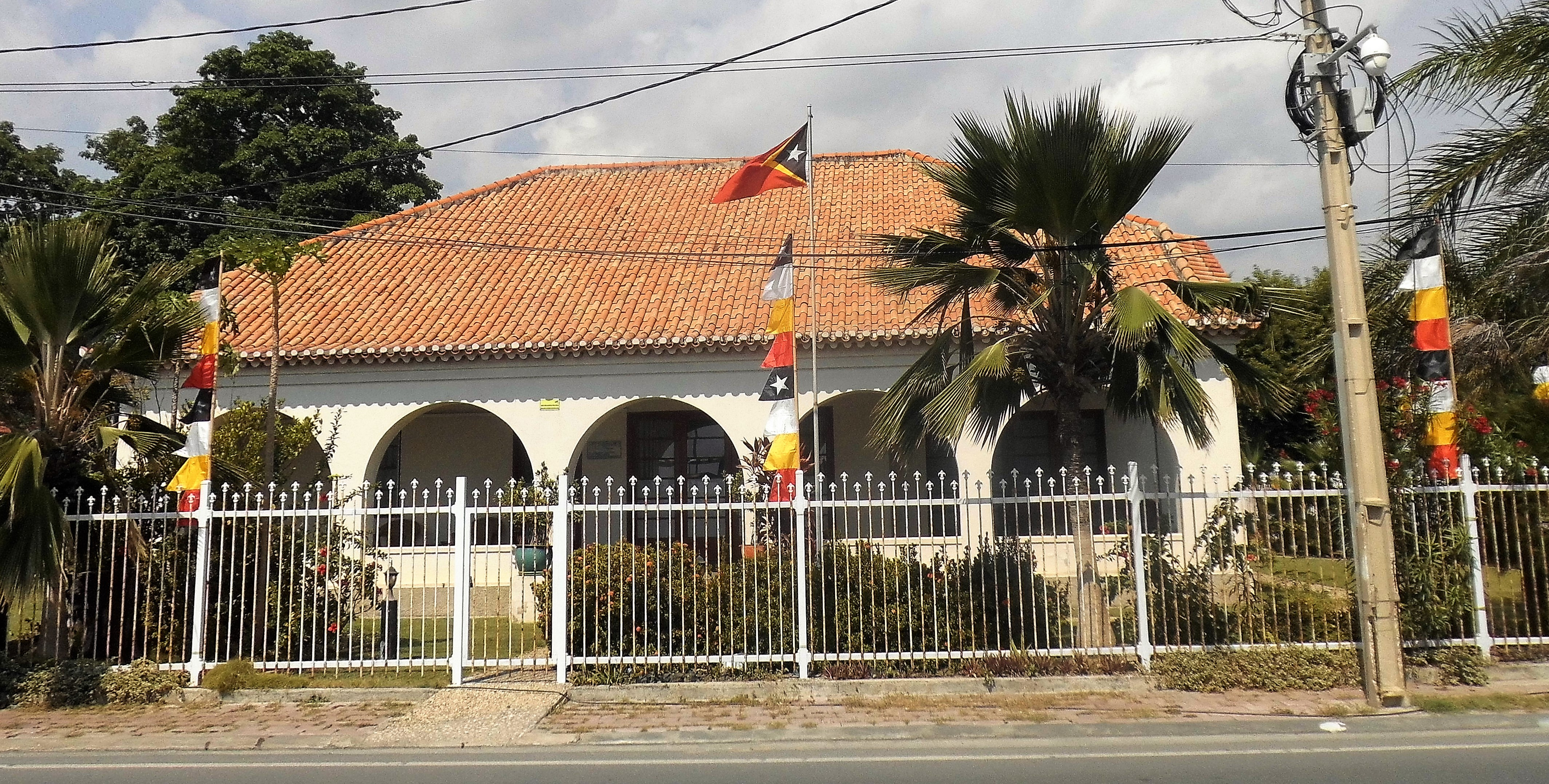
Direção de Minerais der ANPM